# Аснакеч Верку
Аснакеч Верку (1935–2011) — ефіопська співачка та акторка.

## Біографія
Аснакеч Верку народилася біля Аддис-Абеби (Ефіопська імперія) у 1935 році.
З дитинства Аснакеч подобалося відвідувати музичні вистави. Тоді ж Верку придбала свій перший крар (національний ефіопський музичний інструмент), опанувала загальні принципи гри та почала виступати у місцевих барах. Однак у зв'язку із низькою заробітною платою Аснакеч була вимушена залишити цю роботу.
Вдосконалюючи свою виконавчу майстерність Верку набула широкої популярності в Ефіопії. Багато композицій співачки входять до «золотого фонду» ефіопської музики.
Померла Аснакеч Верку в Аддис-Абебі 14 вересня 2011 року.